# UFC 194
UFC 194: Aldo vs. McGregor è stato un evento di arti marziali miste tenuto dalla Ultimate Fighting Championship svolto il 12 dicembre 2015 al MGM Grand Garden Arena di Las Vegas, Stati Uniti.

## Retroscena
L'evento doveva svolgersi inizialmente il 5 dicembre. Tuttavia, all'MGM Grand Garden Arena doveva prendere parte in quei giorni il concerto di Andrea Bocelli, spingendo la UFC a trovare un luogo alternativo come il Mandalay Bay Events Center. L'AT&T Stadium ad Arlington, fu uno dei più promettenti per il fatto di poter dare il numero più elevato di spettatori mai avuto nella storia della promozione. Successivamente, il 10 di agosto, il presidente Dana White confermò che l'evento prenderà parte all'MGM Grand Garden Arena il 12 di dicembre.
Questa fu la prima volta in cui la UFC organizzò tre eventi in tre giorni consecutivi, tutti nella città di Las Vegas. UFC 194 si tenne all'MGM Grand Garden Arena, mentre i due precedenti al The Chelsea at The Cosmopolitan.
Nel main event si sfidarono, per unificare il titolo dei pesi piuma, il campione José Aldo e il campione ad interim Conor McGregor. L'incontro doveva inizialmente svolgersi ad UFC 189, ma proprio il campione Josè Aldo dovette rinunciare per un infortunio alla costola; al suo posto l'irlandese affrontò Chad Mendes.
Nel co-main event si sfidarono per il titolo dei pesi medi UFC, il campione Chris Weidman e l'ex campione dei pesi medi Strikeforce Luke Rockhold.
L'incontro di pesi medi tra Ronaldo Souza e Yoel Romero doveva svolgersi per gli eventi UFC 184 e UFC on Fox: Machida vs. Rockhold. Tuttavia, il match venne cancellato in entrambe le occasioni a causa di una polmonite da parte del brasiliano e da un problema ai legamenti e al menisco del ginocchio del cubano.
Michelle Waterson avrebbe dovuto affrontare Tecia Torres. Tuttavia, la Waterson venne rimossa dalla card il 24 novembre a causa di un infortunio. Al suo posto venne inserita la nuova arriva Jocelyn Jones-Lybarger.

## Risultati
|                                                   | Divisione       |                     |                 |                        | Metodo                                      | Round           | Tempo           | Premio          |
| Card Principale                                   | Card Principale | Card Principale     | Card Principale | Card Principale        | Card Principale                             | Card Principale | Card Principale | Card Principale |
| ------------------------------------------------- | --------------- | ------------------- | --------------- | ---------------------- | ------------------------------------------- | --------------- | --------------- | --------------- |
| Sfida valida per il titolo di campione indiscusso | Pesi Piuma      | Conor McGregor (ic) | batte           | José Aldo (c)          | KO (pugni)                                  | 1               | 0:13            | POTN            |
| Sfida valida per il titolo di campione indiscusso | Pesi Medi       | Luke Rockhold       | batte           | Chris Weidman (c)      | KO Tecnico (pugni)                          | 4               | 3:12            | FOTN            |
|                                                   | Pesi Medi       | Yoel Romero         | batte           | Ronaldo Souza          | Decisione non unanime (29-27, 28-29, 29-28) | 3               | 5:00            |                 |
|                                                   | Pesi Welter     | Demian Maia         | batte           | Gunnar Nelson          | Decisione unanime (30-26, 30-25, 30-25)     | 3               | 5:00            |                 |
|                                                   | Pesi Piuma      | Max Holloway        | batte           | Jeremy Stephens        | Decisione unanime (30-27, 30-27, 29-28)     | 3               | 5:00            |                 |
| Card Preliminare (Fox Sports 1)                   |                 |                     |                 |                        |                                             |                 |                 |                 |
|                                                   | Pesi Gallo      | Urijah Faber        | batte           | Frankie Saenz          | Decisione unanime (29-28, 29-28, 30-27)     | 3               | 5:00            |                 |
|                                                   | Pesi Paglia (F) | Tecia Torres        | batte           | Jocelyn Jones-Lybarger | Decisione unanime (30-27, 30-27, 30-27)     | 3               | 5:00            |                 |
|                                                   | Pesi Welter     | Warlley Alves       | batte           | Colby Covington        | Sottomissione (ghigliottina)                | 1               | 1:26            |                 |
|                                                   | Pesi Leggeri    | Leonardo Santos     | batte           | Kevin Lee              | KO Tecnico (pugni)                          | 1               | 3:26            | POTN            |
| Card Preliminare (UFC Fight Pass)                 |                 |                     |                 |                        |                                             |                 |                 |                 |
|                                                   | Pesi Leggeri    | Magomed Mustafaev   | batte           | Joe Proctor            | KO Tecnico (ginocchiate e pugni)            | 1               | 1:54            |                 |
|                                                   | Pesi Leggeri    | Yancy Meideiros     | batte           | John Makdessi          | Decisione non unanime (29-28, 28-29, 29-28) | 3               | 5:00            |                 |
|                                                   | Pesi Welter     | Court McGee         | batte           | Márcio Alexandre Jr.   | Decisione unanime (30-27, 29-28, 29-28)     | 3               | 5:00            |                 |

## Premi
I lottatori premiati hanno ricevuto un bonus di 50.000 dollari.
Legenda:
- FOTN: Fight of the Night (vengono premiati entrambi gli atleti per il miglior incontro dell'evento)
- POTN: Performance of the Night (viene premiato il vincitore per la migliore performance dell'evento)

## Incontri Annullati
|  | Divisione       |                   |        |              | Motivo                         |
|  | --------------- | ----------------- | ------ | ------------ | ------------------------------ |
|  | Pesi Paglia (F) | Michelle Waterson | contro | Tecia Torres | La Waterson subì un infortunio |